# خاوییر فورنوره
خاوییر فورنوره (به فرانسوی: Xavier Forneret) نویسنده و شاعر قرن نوزدهم میلادی اهل فرانسه است.